# Гръцки герой с дете
„Гръцки герой с дете“ (на италиански: Eroe greco con fanciullo) е мраморна скулптура висока 160 см, датирана от II век, от неизвестен автор, изложена в Националния археологически музей в Неапол, Италия.

## История
Скулптурната група е намерена при разкопките на Баните на Каракала в Рим. Така се появява за първи път в двора на Палацо Фарнезе, а след това, когато по волята на Фердинанд IV ди Бурбон е завършено прехвърлянето на Колекция „Фарнезе“, започнато от Карлос III няколко десетилетия по-рано, творбата пристига в Неапол през 1787 г. и е поставена заедно с други римски скулптури в Кралския парк в града. През 1826 г. скулптурата намира своето окончателно място в Националния археологически музей в Неапол като част от Колекция „Фарнезе“.

## Описание
Статуята е резултат от важни реставрации от ерата на Бурбоните, които включват главно главите на героите. Поради тази причина определеното приписване на сцената все още е с несигурно тълкуване.
Сигурно е, че е изобразен гръцки воин, носещ на гърба си голо и безжизнено дете. По безскрупулния вид на воина и гордостта, с която държи трупа на детето, може да се предположи, че той е убил момчето. Погледнато обективно, няколко герои от гръцката митология могат да бъдат свързани с тази скулптура, като Неоптолем, убил Астианакс, или Ахил, убил Троил, или Атамант, убил сина си Леарх.
При възстановяването на скулптурата главата на гръцкия герой е подменена с тази на император Комод.